# Новогард
Ново̀гард (на полски: Nowogard; на немски: Naugard) е град в Северозападна Полша, Западнопоморско войводство, Голеньовски окръг. Административен център е на градско-селската Новогардска община. Заема площ от 12,44 км2.